# Per Fly
Per Fly Plejdrup (ur. 14 stycznia 1960 w Skive) – duński reżyser, znany jako Per Fly.

## Biografia
Studiował w Duńskiej Szkole Filmowej w latach 1989-1993. Jest reżyserem takich filmów jak: Kalder Kathrine! (1994), Bænken (2000), Prop og Berta (2001), Arven (2003), Drabet (2005), Kobieta, która pragnęła mężczyzny (2010), Monica Z (2013), Bedrag (2016), Backstabbing for Beginners (2017). Reżyseruje także programy telewizyjne, takie jak Taxa i Forestillinger.
Jego żoną jest duńska aktorka Charlotte Fich, z którą ma dwoje dzieci (Anton i Aksel).

## Nagrody
- 2001: Nagroda Robert dla najlepszego reżysera za film Bænken[4][5]
- 2001: Nagroda Bodil (Duńskiego Stowarzyszenia Krytyków Filmowych) za najlepszy film Baenken[6]
- 2003: Nagroda indywidualna na Międzynarodowym Festiwalu Filmowym w San Sebastián za najlepszy scenariusz za film Arven[4][5]
- 2004: Nagroda Publiczności Duńskiej Akademii Filmowej za film Arven[4][5]
- 2004: Nagroda Robert dla najlepszego reżysera i za najlepszy film Arven[4][5]
- 2005: Nagroda Filmowa Rady Nordyckiej za film Drabet
- 2005: Nagroda Kulturalna Kronprinspaarets Priser
- 2006: Nagroda Robert dla najlepszego reżysera za film Drabet[4][5]
- 2006: Nagroda Bodil za film Drabet[6]
- 2014: Nagroda Złoty Żuk dla najlepszego reżysera za film Monica Z[4][5]